# 곤=프릭스
곤=프릭스(ゴン＝フリークス)는 《헌터 × 헌터》의 등장인물이자 주인공이다. 어릴 때 헤어진 아버지와 같은 훌륭한 헌터가 되기 위해 여행을 떠난다. 바른 마음의 소유자로, 누구로부터도 사랑받을 것 같은 소년.

## 외모
평소 녹색 투피스의 반바지와 부츠 차림이며, 위로 뻗은 검은색 머리카락의 갈색 눈을 가진 소년이다.

## 소개
고래섬 출신으로 어린 시절부터 자연 속에서 자라 동물과 마음이 잘 통한다. 활기차고 호기심이 많으며, 단순하고 고집 있는 성격이다. 아버지의 사촌 여동생 미토의 보살핌을 받으며 성장했다. 미토의 반대에도 불구하고 아버지와 같은 헌터가 되기 위해 그리고 아버지를 만나기 위해 곤은 미토가 제시한 조건을 달성하고 고향을 떠나 여행을 시작한다. 제287기 헌터 시험에서 크라피카, 레오리오, 키르아와 만나 친구가 되고, 현재는 아버지 진을 찾고 나서 고향인 고래섬으로 돌아가 미토와 증조모 아베=프릭스와 함께하고 있다.

## 그 외
- 헌터 시험 때 붉은 공이 달린 낚싯대를 무기로 지니고 다녔다.